# Juan de Ayolas

Aufteilung Südamerikas 1534–1539

Juan de Ayolas (* 1510 in Briviesca, Burgos; † 1537 in Candelaria im Gran Chaco, Paraguay) war ein spanischer Conquistador.

## Biographie
Juan de Ayolas und seine Freunde Domingo Martinez de Irala und Juan Salazar waren Teilnehmer der am 24. August 1535 in Sanlúcar de Barrameda gestarteten Expedition von Pedro de Mendoza nach Südamerika, die dem portugiesischen Vordringen ein Ende bereiten und damit die Einhaltung der territorialen Besitzrechte beider Länder gemäß dem Vertrag von Tordesillas (1494) durchsetzen sollte. Als sein Mayordomo („Haushofmeister“ oder „oberster Diener“) gründete er im Jahre 1536 zusammen mit Mendoza das Fort und die Ansiedlung Nuestra Señora del Buen Ayre, aus der später die Stadt Buenos Aires hervorgehen sollte.
Im Verlauf einer ersten Erkundungsreise mit Domingo Martinez de Irala, um eine Verbindung mit Peru herzustellen, sowie Lebensmittel von den Indigenen zu erhalten, stellten sich die beiden Kaziken Lambaré und Yanduvazuvi Rubicha des Stammes der Guarani in den Weg. Nach der Kapitulation der Eingeborenen wurde am 15. Juni 1536 von Juan de Ayolas das Fort Corpus Christi gegründet. Aufgebaut mit der Hilfe der benachbarten Indigenen und zwar ganz in der Nähe der früheren Niederlassung Sancti Spiritus, die von Sebastian Capoto gegründet wurde. Corpus Christi selbst wurde am 3. Februar 1539 durch die Timbú zerstört.
Von Pedro de Mendoza beauftragt begab sich Juan de Ayolas mit einer Streitmacht von 400 Mann und acht flachen, im Land gebauten Brigantinen flussaufwärts durch das Gebiet der Quiloaza und Mocareta Stämme. Zurück blieben in Buena Esperanza als Garnison 150 Mann unter dem deutschen Hauptmann Karl Doberin. Am 2. Februar 1537 gründete Juan de Ayolas Fuerte Candelaria, 21,5 Grad Südl. Breite. Das heißt in der Nähe der heutigen Stadt Fuerte Olimpo, im Mündungsgebiet des Rio Branco (Paraguay) Als Platzkommandant ernannte er seinen Weggefährten Domingo Martinez de Irala.
Pedro de Ayolas drang nun mit etwa 170 Mann bis an die Südgrenze des Inkareichs vor. Domingo Martinez de Irala erhielt von Ayolas die Weisung sechs Monate auf seine Rückkehr zu warten. Auf seiner Rückreise, dezimiert durch Krankheit und Strapazen mit einigen Gold- und Silberartefakten fand er das Fort Candelaria nach 13 Monaten seit seinem Aufbruch verlassen vor. Irala wartete gemäß dem Chronisten Ovideo acht bis neun Monate – vergeblich. Die Flussschiffe drohten zu zerfallen. Hunger und Krankheiten nagte an der Moral der Truppe. Unter solchem Druck kehrte Irala nach Buena Esperanza zurück. Ein Trost für Juan de Ayolas schien die freundliche Haltung der Indigenen Payagua zu sein. Es war jedoch eine Falle – alle 130 Mitglieder, mit Ausnahme eines christlichen Chane-Indianers, seines Expeditionscorps wurden in Candelaria von den Indianern getötet; die mitgebrachten Gold- und Silberartefakte gestohlen. Don Pedro de Mendoza veranlasste am 15. Februar 1537 eine Suchexpedition unter Juan de Salazar y Espinosa und Gonzalo de Mendoza. Diese brachte jedoch nur wenig Klarheit in die Angelegenheit.

## Ehrungen
Aufgrund seines Engagements wurde Juan de Ayolas von Pedro de Mendoza während dessen Heimreise nach Spanien, auf welcher er kurz vor seiner Ankunft auf den Kanarischen Inseln verstarb, zum Gouverneur der von Karl V. neugeschaffenen Überseeprovinz Neu-Andalusien (später Río de la Plata und Paraguay) ernannt. Wegen seiner Expeditionsreise, auf der ihn der Tod ereilte, konnte er das Amt jedoch nicht ausüben. Sein Nachfolger wurde Domingo Martínez de Irala.
Eine etwa 17.000 Einwohner zählende Stadt im Süden Paraguays trägt den Namen Ayolas.